# Aeroportul Essendon
Aeroportul Essendon (IATA: MEB, ICAO: YMEN) este un aeroport din City of Moonee Valley⁠(d), Victoria, Australia ce deservește zona Melbourne. Aeroportul a fost tranzitat în 2022 de 33.941 de pasageri. A fost deschis în 1921.
Situat la o altitudine de 86 m, aeroportul dispune de 2 piste.

## Infrastructură

### Piste
Aeroportul dispune de 2 piste. Pista 08/26 are suprafața de asfalt și dimensiunile 1.921 m × 45 m. Pista 17/35 are suprafața de asfalt și dimensiunile 1.504 m × 45 m. 